# Massacres de Vrgin-Most
 (septembre 2011).
Si vous disposez d'ouvrages ou d'articles de référence ou si vous connaissez des sites web de qualité traitant du thème abordé ici, merci de compléter l'article en donnant les références utiles à sa vérifiabilité et en les liant à la section « Notes et références ».
Les massacres de Vrgin-Most sont des massacres et crimes de guerre commis par les Oustachis contre les Serbes orthodoxes de Croatie de la région de Vrgin-Most, au centre de la Croatie, en août 1941.

## Contexte
L'État indépendant de Croatie est un régime allié des nazis, fondé en 1941 et dont la politique de « croatisation forcée » repose sur l’élimination des Serbes orthodoxes, des Juifs, des Tziganes et des ennemis des Oustachis.

## Les faits
D'après un recensement datant de 1931, 37 165 habitants vivent dans la région de Vrgin-Most, dont environ 76 % de Serbes.
À la suite de la création de l'État indépendant de Croatie, l'armée italienne (qui est alors alliée des Oustachis) implante trois garnisons dans la région de Vrgin-Most. De leur côté, les garnisons croates oustachies, commandées par Tomislav Rolf (sh), sont implantées à Glina. Dans le cadre du plan de massacre des Serbes prévu par les autorités centrales oustachies, les responsables croates de la région de Vrgin-Most encouragent la participation des civils à l'organisation oustachie. Beaucoup d'entre eux rejoignent les milices paramilitaires oustachies. Dès le 25 juillet, des attaques isolées de Serbes commencent et on dénombre des morts. Le 26 juillet, des paramilitaires oustachis attaquent le village de Poljanie (Пољане) où ils tuent quinze villageois serbes et en enlèvent 47, qui seront tués par la suite. Mais les attaques de masse commencent vraiment début août 1941, à la suite du retrait des troupes italiennes de la région. Dans certains villages, les Oustachis arrêtent tous les hommes âgés de plus de seize ans. Certains sont emprisonnés, d'autres exécutés et jetés dans des fosses communes, notamment près du village de Krnjak Ivanic.
Le 2 août 1941, les fonctionnaires croates de Vrgin-Most annoncent à la population serbe de la région que si elle ne veut pas être inquiétée par les autorités, elle a ordre de se rendre le lendemain au centre de la ville où elle devra accepter d’être convertie au catholicisme par des prêtres catholiques envoyés spécialement. Le jour prévu, beaucoup de Serbes se rassemblent dans la ville mais au lieu de prêtres, ce sont des soldats oustachis armés qui les attendent. Ils sont arrêtés et conduits par groupes dans des prisons aux alentours où ils sont exécutés les jours suivants. On compte environ 1 030 morts, et très peu de survivants.
Les habitants des districts du Nord de Vrgin-Most, comprenant les dangers qui les menacent, constituent des milices armées pour se défendre. Celles-ci résistent un peu mais sont vaincues après des attaques groupées oustachies. Les autorités promettent qu'elles ne feront rien à la population serbe, mais en réalité les massacres s'intensifient. Le 20 août 1941, un groupe de soldats oustachis arrive dans le village de Lijevno et ordonne à tous les Serbes présents de les suivre. Emmenés dans la forêt de Koprivnica, ils sont tous exécutés. Quelques jours après, les mêmes soldats commettent une nouvelle violente attaque. Des jeunes femmes sont violées et mutilées avant d’être achevées et jetées dans des grottes. L’armée italienne, émue par ces massacres , décide peu après de reprendre le contrôle de la région de Lijevno, provoquant la fureur des Oustachis. Ces derniers envoient un compte-rendu de leurs actes à Zagreb où est consigné en détail le nombre de morts. L’écrivain italien Curzio Malaparte, correspondant de guerre du Corriere della Serra, rapporte avoir vu dans le bureau d'Ante Pavelić des fragments de corps humains envoyés par des Oustachis à leur chef comme témoignage des massacres commis.
On estime à environ 5 000 morts le bilan des massacres de Vrgin-Most.[réf. nécessaire]

## Sources
- Traduit de l'article de Wikipédia en serbe « Масакри у Вргинмосту ».
- Лист „Хрватски народ“ од 3. јануара 1942. године.
- Душан Баић: КОТАР ВРГИНМОСТ У НО БОРБИ 1941-1945, Опћински одбор Савеза бораца НОР-а, Вргинмост 1980.